# McLaren Group
McLaren Group — це британська холдингова компанія, розташована у Вокінгу, Англія, яка займається Формулою-1 та іншими видами автоспорту та виробництвом елітних автомобілів.
Групу заснував Рон Денніс незабаром після того, як він придбав команду Формули-1 McLaren у 1981 році, як TAG McLaren Group завдяки партнерству з TAG Group Мансура Ойджеха. Команда Формули-1 була заснована новозеландцем Брюсом Маклареном у 1963 році.
У 2015 році McLaren Group була перейменована в McLaren Technology Group. У червні 2017 року було оголошено, що Денніс продав свої 25% акцій компанії іншим акціонерам на додаток до своїх акцій у McLaren Automotive. Потім група об’єдналася з McLaren Automotive, щоб створити нову компанію під попередньою назвою McLaren Group.

## Історія
Брюс Макларен заснував компанію Bruce McLaren Motor Racing у 1963 році, а команда вперше вийшла на старт Гран-прі Формули-1 у 1966 році. Тедді Майєр очолив групу після смерті Макларена під час тестування автомобіля серії Can-am у 1970 році. Згодом Майєр привів McLaren до першого Кубка конструкторів у 1974 році разом з бразильським водієм Емерсоном Фіттіпальді, який також здобув чемпіонство серед пілотів.
McLaren Group та всі її компанії пізніше були створені Роном Деннісом. До них належать різноманітні технологічні компанії, зокрема TAGMcLaren Audio, висококласний виробник DVD-програвачів та аудіообладнання (пізніше проданий International Audio Group), Absolute Taste — лондонська компанія громадського харчування, яка відома багатьма знаменитостями, зокрема Джоном Террі та Дженсоном Баттоном, McLaren Automotive — виробник елітних спортивних автомобілів, Lydden Circuit — гоночна траса в Кенті та McLaren Applied Technologies — відома своїм спортивним обладнанням, яке використовували Марк Кавендіш, Ліззі Ярнолд та інші спортсмени в багатьох видах спорту, включаючи велосипеди та скелетон. McLaren Composites — виробник композитних матеріалів для таких автомобілів, як McLaren F1 і Mercedes SLR, і навіть деталей космічних кораблів, пізніше була замінена McLaren Applied Technologies. Група складається з великої кількості компаній (і підрозділів її компаній), деякі з яких зазначені нижче.
У період з 1998 по 2011 рік компанія McLaren побудувала Технологічний центр McLaren, нову штаб-квартиру та фабрику для групи, і Виробничий центр McLaren у Вокінгу, Англія.
Наприкінці травня 2020 року McLaren Group оголосила про звільнення 25% свого персоналу в рамках реструктуризації компанії через пандемію COVID-19.
У квітні 2021 року компанія Global Net Lease оголосила, що погодилася придбати Технологічний центр McLaren у Вокінгу за 170 мільйонів фунтів стерлінгів.
Група продала McLaren Applied компанії Greybull Capital у серпні 2021 року.

## Дочірні компанії

### McLaren Racing
McLaren спочатку приєдналась до Формули-1 у 1966 році під керівництвом свого засновника Брюса Макларена. Однак у 1970 році він загинув у катастрофі. Команду врятував Тедді Майєр, який допоміг команді виграти свої перші титули серед конструкторів і пілотів. Після Майєра Рон Денніс очолив команду McLaren Racing і працював у компанії до 2018 року. Однак на початку сезону 2009 року Денніс передав департамент Формули-1 Мартіну Вітмаршу, щоб Денніс міг зосередитися на розширенні McLaren загалом, а особливо вихід на автомобільний ринок.
У 1966 році McLaren страждав від надійності свого 4,2-літрового двигуна Ford і набрав лише одне очко після переходу на Serenissima V8. У 1967 році вони спробували два різних двигуна BRM. У сезоні 1968 року вони перейшли на двигуни Cosworth Ford. Це тривало до 1983 року, за винятком кількох екземплярів Alfa Romeo, а потім з’явився турбований TAG-Porsche. Це стало початком автомобілів MP4 і першого шасі зробленого повнісю з карбонового волокна.
Команда перейшла на двигуни Honda у 1988 році, а потім у 1993 році MP4/8 отримав двигун Ford HB. Наступного року був Peugeot V10, а потім у 1995 році почалася ера Mercedes, яка закінчилася після сезону 2014 року.
Перша перемога команди в гонці Формули-1 відбулася в 1968 році, коли Брюс Макларен виграв нечемпіонатську Гонку чемпіонів на Брендс-Гетчі за кермом McLaren M7A Ford. Пізніше того ж року команда здобула свою першу перемогу на Гран-прі, коли Брюс Макларен переміг в Гран-прі Бельгії на Спа-Франкоршам. До кінця сезону Денні Гальм виграв ще два Гран-прі — в Італії та Канаді (перший фініш команди 1-2 на Гран-прі Формули-1). Емерсон Фіттіпальді виграв чемпіонат світу Формули-1 у 1974 році, а команда McLaren також здобула свій перший Кубок конструкторів. Титул 1976 року отримав Джеймс Гант, а потім була перерва до 1984 року. Потім титул чемпіона здобув Лауда, а Прост ставав чемпіоном в двох наступних сезонах. Команда завоювала титул конструктора в 1984 і 1985 роках.
У 1988 році для McLaren MP4/4 був дуже успішний рік. Сенна не тільки виграв титул, але й команда загалом виграла 15 із 16 гонок. Болід команди цього року не лідирува лише 27 кіл. Прост переміг у 1989 році, а потім пішов у Ferrari після зіткнення з Сенною. Сенна також виграв титул з McLaren у 1990 та 1991 роках.
Партнерство між McLaren і Mercedes почалося в 1995 році, коли McLaren вирішив використовувати двигуни Mercedes. McLaren і Mercedes оголосили про свій намір завершити партнерство в листопаді 2009 року, оскільки Mercedes купила чемпіонську команду Brawn. Вона була перейменована в Mercedes Grand Prix. Рон Денніс сказав, що однією з причин розставання McLaren і Mercedes були його «амбітні плани перетворити McLaren на виробника автомобілів». Денніс наполягав на тому, що в 21 столітті, щоб вижити у Формулі-1, потрібно мати щось більше, ніж просто команду». Однак Mercedes продовжував постачати двигуни McLaren до 2014 року.
Спонсорська угода з Vodafone, розпочата в 2007 році, завершилася наприкінці сезону 2013 року. У 2014 році офіційна назва команди була McLaren Mercedes. У 2015 році команда в рамках нового партнерства з виробником автомобілів Honda змінила свою офіційну назву на McLaren Honda. У 2018 році команда перейшла на Renault, ставши McLaren-Renault до 2020 року, коли команда перейшла з Renault знову на Mercedes.

### McLaren Automotive
У 1992 році McLaren почав випускати свій перший дорожній автомобіль McLaren F1, який мав багато схожості з його болідом Формули-1. Загалом з 1992 по 1998 рік було випущено 106 автомобілів, і, незважаючи на те, що він був знятий з виробництва протягом 22 років, він залишається найшвидшим суперкаром без турбонаддуву. У вересні 2009 року McLaren оголосила, що наступником McLaren F1 стане майбутній McLaren P1. Денніс сказав, що розставання з Mercedes було «вигідною ситуацією для обох сторін». McLaren також створив Mercedes-Benz SLR McLaren разом із Mercedes як спільний проект.